# Shobhaa De
Œuvres principales
- La Nuit aux étoiles

Shobhaa De, de son vrai nom Shobha Rajadhyaksha, née le 7 janvier 1948, est une chroniqueuse, écrivaine, journaliste, ancien mannequin et romancière indienne,. 
Elle est principalement connue pour ses chroniques mondaines et pour aborder librement la sexualité dans ses œuvres de fiction, pour lesquelles elle a fini par être connue sous le nom « Jackie Collins de l'Inde »,,,.

## Biographie
Shobha Rajadhyaksha est née le 7 janvier 1948, dans le district de Satara, à Bombay, dans l'état de Maharashtra, en Inde. Elle grandit à Girgaon et commence sa carrière en tant que mannequin avec Zeenat Aman.

### Carrière
Après s'est fait un nom dans la mode, elle commence une carrière dans le journalisme en 1970, au cours de laquelle elle a fondé et édité trois magazines - Stardust, Society, et Celebrity. Le magazine Stardust, publié par la société Magna Publishing Co. Ltd., a été lancé par Nari Hira en 1971 et est devenu populaire sous la direction de Shobhaa De. Dans les années 1980, elle a contribué à la section de The Times of India. Dans ses colonnes, elle sert à explorer la vie mondaine des modes de vie de Bombay des célébrités. À l'heure actuelle, elle est rédactrice pigiste et chroniqueuse pour plusieurs journaux et magazines.
Elle gère plusieurs hebdomadaires dans les journaux quotidiens, y compris le The Times of India et l'Asian Age. 
Elle a également participé à plusieurs festivals littéraires, dont le Festival des écrivains de Melbourne. Elle participe régulièrement au Festival de la littérature de Bengaluru, depuis la première tenue des festivals.